# ВЕС Галлопер
ВЕС Галлопер (англ. Galloper) — британська офшорна вітроелектростанція у Північному морі, введення якої в експлуатацію очікується в кінці 2017 року (за первісним планом 2018-й).
Місце для розміщення ВЕС обрали на відстані 27 км від узбережжя Саффолку, поряд зі станцією Грейтер-Габбард. У березні 2017-го самопідіймальне судно Innovation завершило монтаж фундаментів (монопалі плюс перехідні елементи, до яких кріпляться башти вітрових агрегатів). Після цього до монтажу останніх приступило спеціалізоване судно Pacific Orca, на допомогу якому у вересні 2017-го прийшло Bold Tern. Усі зазначені роботи виконувались з випередженням графіка, що дозволило зсунути очікуваний термін видачі продукції з 2018 року на кінець 2017-го.
Монтаж ґратчастої опорної основи («джекету») та надбудови з обладнанням («топсайду») офшорної трансформаторної підстанції провів протягом одного місяця плавучий кран великої вантажопідйомності Oleg Strashnov. На час налагоджувальних робіт на цьому об'єкті для розміщення персоналу використовувалось самопідіймальне судно Seajacks Hydra.
Прокладання двох головних експортних кабелів довжиною по 45 км виконало судно Ndurance, якому допомагало однотипне Ndeavor (облаштування бетонних переходів через інші комунікації, засипка траншеї).
Станція складається з 56 вітрових турбін компанії Siemens типу SWT-6.0-154 з одиничною потужністю 6 МВт та діаметром ротора 154 метри, розміщених в районі з глибинами моря від 27 до 36 метрів.
Проект, який реалізується енергетичним концерном RWE та компаніями Siemens, Green Investment Bank і Macquarie Capital (у всіх частка 25 %), має коштувати приблизно 1,5 млрд фунтів стерлінгів.